# Klórbenzilidénmalonitril
Az  orto-klórbenzilidénmalonitril (C10H5ClN2) (2-klórbenzilidénmalonitril vagy CS gáz) egy nem-halálos tömegoszlató vegyi anyag, közkeletű neve könnygáz. A CS-t két amerikai, Ben Carson és Roger Staughton szintetizálta először 1928-ban, az anyag a nevét a vezetéknevük kezdőbetűiről kapta. Titokban fejlesztették ki és tesztelték az angol Wiltshire megye Porton Down városában az 1950-es és 1960-as években, először állatokon, majd önkéntes katonákon. A CS-nek állatokon nem volt azonos hatása, az „alulfejlett könnycsatornák és a bunda védelme miatt”. A Magyar Rendőrség használja ezen hatóanyagot. 